# The Mothman Prophecies
The Mothman Prophecies é um livro em 1975, escrito pelo jornalista e ufólogo John Keel.
O livro narra os relatos da investigação de John Keel sobre alegados avistamentos de uma grande criatura alada chamada Mothman (Homem Mariposa) nos arredores de Point Pleasant, Virgínia Ocidental, Estados Unidos, durante 1966 e 1967. O autor combina essas investigações com suas próprias teorias sobre OVNIs e vários fenômenos sobrenaturais, em última análise, ligando-os ao colapso da ponte Silver Bridge sobre o Rio Ohio, ocorrido em 15 de dezembro de 1967. 
The Mothman Prophecies foi traduzido para treze idiomas  e serviu de inspiração para um filme homônimo de 2002, protagonizado por  Richard Gere.